# Castelo de Longroiva
O Castelo de Longroiva, na Beira Interior, localiza-se na freguesia e povoação de Longroiva, município de Meda, distrito da Guarda, em Portugal.
Erguido ao sul do rio Côa, em posição dominante sobre a vila, constitui-se em importante testemunho da arquitetura templária na região, inscrevendo-se na Região de Turismo Douro Sul.
O Castelo de Longroiva está classificado como Monumento Nacional desde 1943.

## História

### Antecedentes
Acredita-se que a primitiva ocupação humana de seu sítio remonte a um castro pré-romano, erguido entre os séculos IV e II a.C..
À época da ocupação romana, esta povoação denominou-se Longóbriga, quando teria sido fortificada. O mesmo o teriam feito os Visigodos e os Muçulmanos, que a ocuparam posteriormente.

### O castelo medieval
À época da Reconquista cristã da Península Ibérica, esta povoação e seu castelo encontram-se relacionados entre os domínios legados ao Mosteiro de Guimarães, em testamento, por Flâmula Rodrigues, sobrinha de Mumadona Dias (960). Os estudiosos associam esta doação a uma ação de repovoamento encetada pelo pai da doadora, Rodrigo Tedoniz, acreditando remontar a esta fase a primitiva feição do castelo.
Após a reconquista definitiva das terras da Beira por Fernando Magno, o inventário dos bens do Mosteiro de Guimarães, no ano de 1059, relaciona o Castelo de Longroiva. Estes domínios integraram os do Condado Portucalense, e conseqüentemente os do reino emancipado de Portugal. Neste período, ocorreu um expressivo surto de povoamento na região, atribuído a D. Egas Gosendes de Baião, que se acredita tenha outorgado uma Carta de Foral a Longroiva desde 1126, e posteriormente, a Fernão Mendes de Bragança (esposo da infanta Sancha Henriques e, portanto, cunhado de D. Afonso Henriques), que teria doado estes domínios de Longroiva à Ordem dos Templários (1145), sendo Mestre Hugo Martonio (ou Hugo Martins, em português). É a esta, sob a orientação do Mestre Gualdim Pais, que se deve a atual feição do castelo (1176).
D. Dinis (1279-1325) concedeu foral à vila, e, em 1304, mandou fazer alguns reparos no castelo. Ainda em seu reinado, diante da extinção da Ordem, os domínios da povoação e seu castelo foram incorporados ao patrimônio da Ordem de Cristo (1319).
No reinado de D. Manuel (1495-1521), uma Visitação de 1505 nos permite conhecer alguns detalhes deste monumento à época:
- a sua praça de armas havia sido quase que inteiramente tomada pelo Paço do comendador da Ordem de Cristo; e
- na torre de menagem, ao centro da praça de armas, defendida por um hurdício (galeria de madeira que, no topo dos muros, permitia o ataque vertical sobre o inimigo), rasgava-se a janela mainelada, em estilo manuelino, que chegou aos nossos dias.

Este soberano concedeu Foral Novo à vila (1510). Nessa fase, Frei Garcia de Melo fez executar obras onde existiam os seus aposentos (1517), escasseando as informações a partir de então, acreditando-se que tenha perdido importância para o Castelo de Trancoso.

### Do século XVIII aos nossos dias

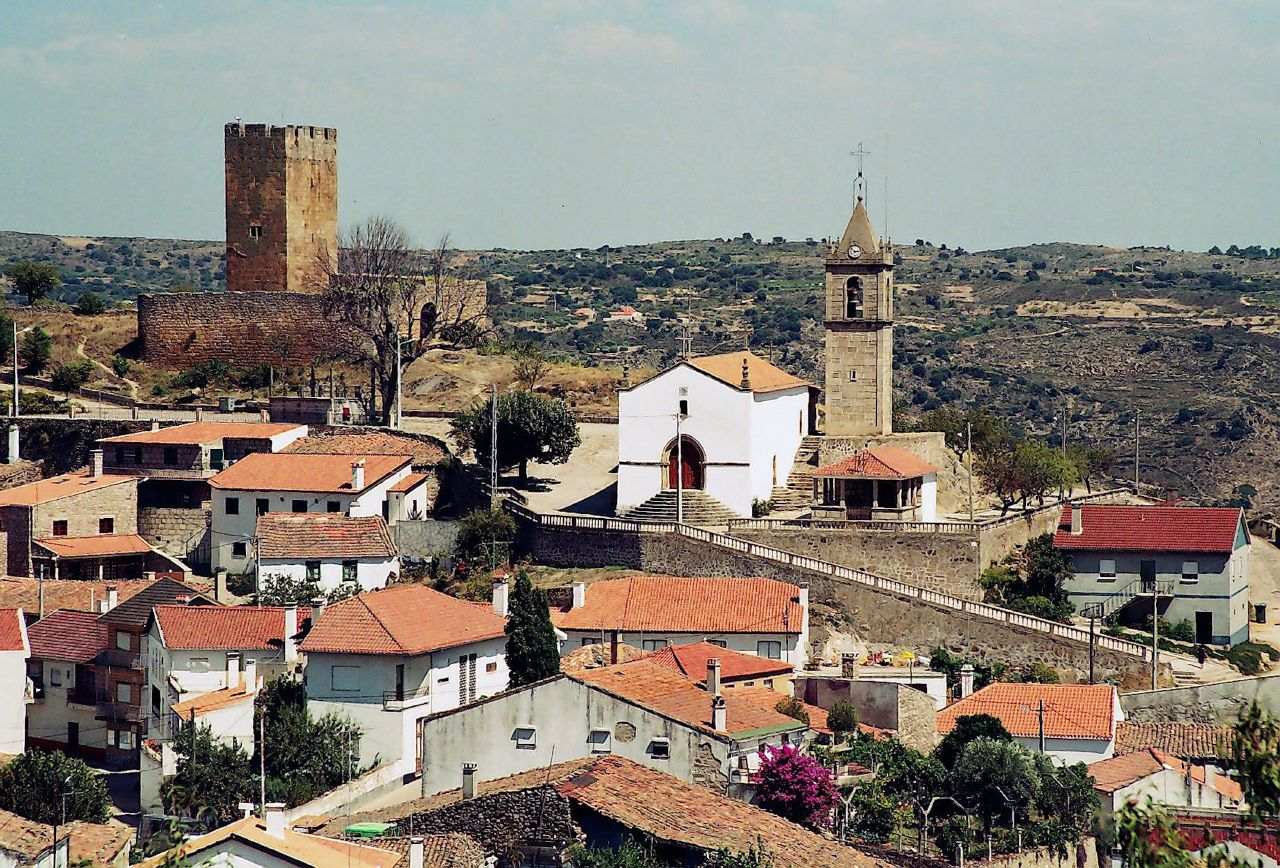
Vista para a freguesia e castelo de Longroiva, Portugal.

No século XVIII, uma descrição do castelo referia que com relação ao paço "novo" do comendador, as suas casas "encontravam-se já destelhadas e em ruína", a cisterna, que abastecia a guarnição, entupida, e as portas do castelo, que no passado haviam defendido o acesso, não possuíam já qualquer grade ou portão de madeira.
No século XIX, o castelo foi transformado em pedreira local, desmantelando-se, para esse fim, as suas muralhas. Em 1855 foi extinto o Concelho de Longroiva. Nesse período, provavelmente a partir da extinção das ordens religiosas (1834), a sua praça de armas passou a ser utilizada como cemitério da vila, função que perdura até aos nossos dias.
O castelo encontra-se classificado como Monumento Nacional por Decreto publicado em 18 de Agosto de 1943. A intervenção do poder público colocou a descoberto as antigas cisternas e procedeu a pequenos trabalhos de consolidação das ruínas.
Atualmente podem ser observados a entrada da casa Templária para o castelo, estando o resto da construção em estado de degradação. O cemitério subsiste na praça de armas.

## Características
Erguido na cota mais alta do terreno, onde ocupa uma área de 555 hectares, o castelo apresenta planta trapezoidal com traços do estilo românico e gótico. A sua muralha encontra-se bastante degradada, sem apresentar merlões nem adarve.
A torre de menagem divide-se internamente em três pavimentos e é rasgada por frestas em arco recto, encimada por merlões e seteiras cruciformes. Nela se destaca, em uma das faces, uma janela mainelada em estilo manuelino. Uma lápide com inscrição epigráfica indica a data de 1174, o que revela ser esta uma das primeiras erguidas em Portugal.
Na praça de armas abriam-se duas cisternas.

## Galeria

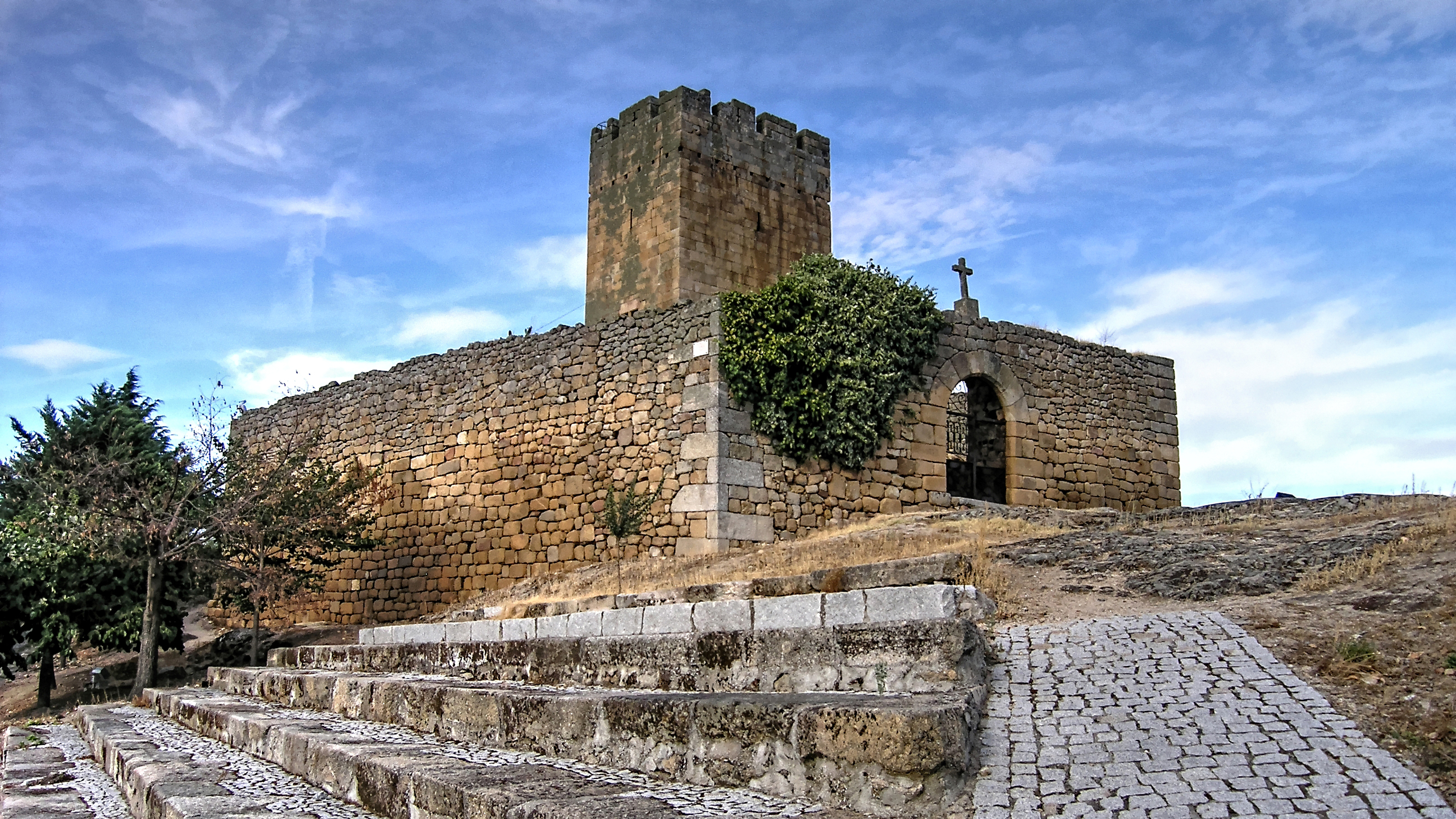
Castelo de Longroiva
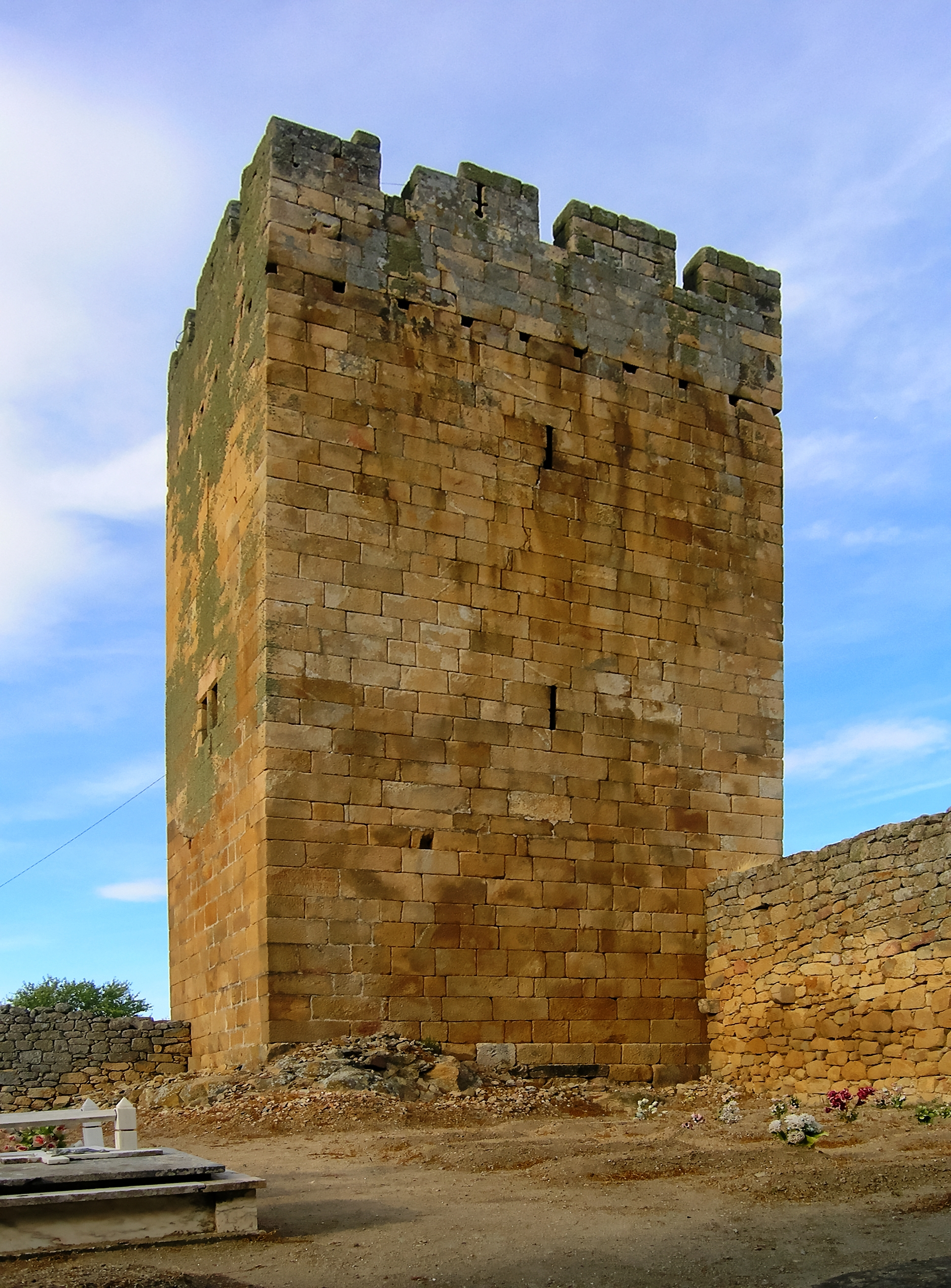
Bastião